# Ben 10: Galactic Racing
Ben 10: Galactic Racing est un jeu vidéo de course développé par Monkey Bar Games et édité par D3 Publisher, sorti en 2011 sur Wii, PlayStation 3, Xbox 360, Nintendo DS, Nintendo 3DS et PlayStation Vita.

## Accueil
Lors de sa présentation à l'E3 2011, pour le site IGN, Galactic Racing est « le jeu Ben 10 le plus fun ».